# Birgit Schössow
Birgit Schössow (* 1963 in Hamburg) ist eine deutsche Illustratorin und Grafikdesignerin. Bekannt wurde sie u. a. durch die von ihr gestalteten Titelseiten der Zeitschrift „The New Yorker“.

## Leben
Zusammen mit ihrem Bruder Peter Schössow wuchs sie in Hamburg auf und studierte an der Hochschule für Gestaltung. Für ihre Abschlussarbeit illustrierte sie einen Roman der amerikanischen Schriftstellerin Carson McCullers. Seither arbeitet sie als freie Illustratorin und Gestalterin, zunächst im Kinder- und Jugendbuchbereich, u. a. für die Reihe „Freche Mädchen – freche Bücher“. Mittlerweile illustriert sie auch Erwachsenenbücher und -magazine für mehrere deutsche und internationale Verlage und ist als Illustratorin für den Film und das Fernsehen tätig. Für das St. Pauli Theater Hamburg gestaltete sie animierte Bühnenbilder zu "Große Freiheit Nr.7". Zudem produziert sie Buchtrailer und Trickfilme. U.a. entstanden Jahreszeiten-Animationen für das Generalkonsulat Deutschlands in New York. Zu den bekanntesten Auftraggebern gehören Arena Verlag, cbj (Verlagsgruppe Random House), Carlsen Verlag und Rowohlt Verlag. Die Zeitschrift „The New Yorker“ erschien bisher mit insgesamt sechs Titelseiten, die von Schössow entworfen waren.
2024 erschien ihr erstes Kinderbuch Oma verbuddeln im Peter Hammer Verlag. Im September 2024 zählte das Debüt zu den Besten Sieben für junge Leser im Deutschlandfunk. Im Oktober 2024 sendete der WDR den auf dem Kinderbuch basierenden Hörspiel-Zweiteiler.

## Publikationen (Auswahl)
- Schischyphusch oder Der Kellner meines Onkels. Autor Wolfgang Borchert – Illustriert von Birgit Schössow. Atlantik Verlag, 2016. ISBN 978-3-455-37034-8
- Vier fahren ans Meer. Text und Bild: Birgit Schössow. Tulipan Verlag, 2018. ISBN 978-3864294020
- Oskar Urlaubär. Text und Bild: Birgit Schössow. Peter Hammer Verlag, 2023. ISBN 978-3-7795-0697-3
- Oma verbuddeln. Text und Bild: Birgit Schössow. Peter Hammer Verlag, 2024. ISBN 978-3-7795-0747-5

## Auszeichnungen und Nominierungen
- 2025: Nominierung für den Deutschen Jugendliteraturpreis für Oma verbuddeln[6]